# Karl Siegbahn
Karl Manne Georg Siegbahn ForMemRS (Örebro, 3 de dezembro de 1886 — Estocolmo, 26 de setembro de 1978) foi um físico sueco. Foi laureado com o Nobel de Física de 1924, por descobertas e pesquisas em espectroscopia de raios-X.
Siegbahn nasceu em Örebro, na Suécia. Ele obteve seu Ph.D. na Universidade de Lund, em 1911, sua tese foi intitulada Magnetische Feldmessungen (medições do campo magnético). Ele era aluno do professor Johannes Rydberg quando estava ficando doente, e ele o sucedeu como professor titular em 1920.
Após seu doutorado, começou a pesquisar espectroscópios de raios X. Este trabalho continuou quando ele se mudou para a Universidade de Uppsala em 1923. Ele melhorou o desenvolvimento de um aparato experimental que lhe permitiu fazer medições muito precisas dos comprimentos de ondas de raio-X produzidos por átomos de diferentes elementos. Ele desenvolveu uma convenção para nomear as diferentes linhas espectrais caracterizadas de elementos em espectroscópios de raios X, a notação Siegbahn. As medições de precisão de Siegbahn tiveram muitos desenvolvimentos na teoria quântica e física atômica.
Em 1937, Siegbahn foi nomeado diretor do Departamento de Física do Instituto Nobel da Academia Real das Ciências da Suécia. Em 1988, este foi rebatizado como Manne Siegbahn Institute (MSI). Os grupos de pesquisa do instituto foram reorganizadas desde então, mas o nome vive na Manne Siegbahn Laboratório hospedado pela Universidade de Estocolmo.
Siegbahn se casou com Karin Högbom em 1914. Tiveram dois filhos: Bo Siegbahn (1915-2008), diplomata e político, e Kai Siegbahn (1918-2007), um físico que também recebeu o Prêmio Nobel de Física, de 1981, por sua contribuição para o desenvolvimento do espectroscopia de fotoelétrons excitados por raios X.
Recebeu a Medalha Hughes de 1934 e a Medalha Rumford 1940. Em 1944 patenteou a bomba Siegbahn.